# 대변로
대변로는 부산광역시 기장군 기장읍 청강사거리부터 대변리까지 잇는 부산광역시의 도로이다. 대변로라는 이름은 기장읍 대변리에서 유래한 것으로, 대변은 큰 해안변 마을이라는 뜻이다. 청강사거리부터 무양마을 교차로까지 구간은 부산광역시도 제2304호선과 부산 기장군도 제15호선에 속한다.

## 경유지
부산광역시
- 기장군 기장읍

## 노선
- 연한 분홍색(■): 부산광역시도 제2304호선 구간

| 이름            | 접속 노선                                                         | 소재지 | 소재지 | 비고 |
| --------------- | ----------------------------------------------------------------- | ------ | ------ | ---- |
| 청강사거리      | 부산광역시도 제23호선 (기장대로) 부산광역시도 제2305호선 (대청로) | 기장군 | 기장읍 |      |
| 무양마을 교차로 | 무양로                                                            | 기장군 | 기장읍 |      |
| 대변항          | 부산광역시도 제2301호선 (기장해안로)                              | 기장군 | 기장읍 |      |